# Мюльгаузен
Мюльгаузен (нім. Mühlhausen) — місто в Німеччині, розташоване в землі Тюрингія. Районний центр району Унструт-Гайніх.
Площа — 86,34 км2. Населення становить 36 110 ос. (станом на 31 грудня 2021).

## Уродженці
- Георг Асмус (1888—1975) — німецький офіцер, бригадефюрер СС і генерал-майор поліції.